# Obywatelstwo słowackie

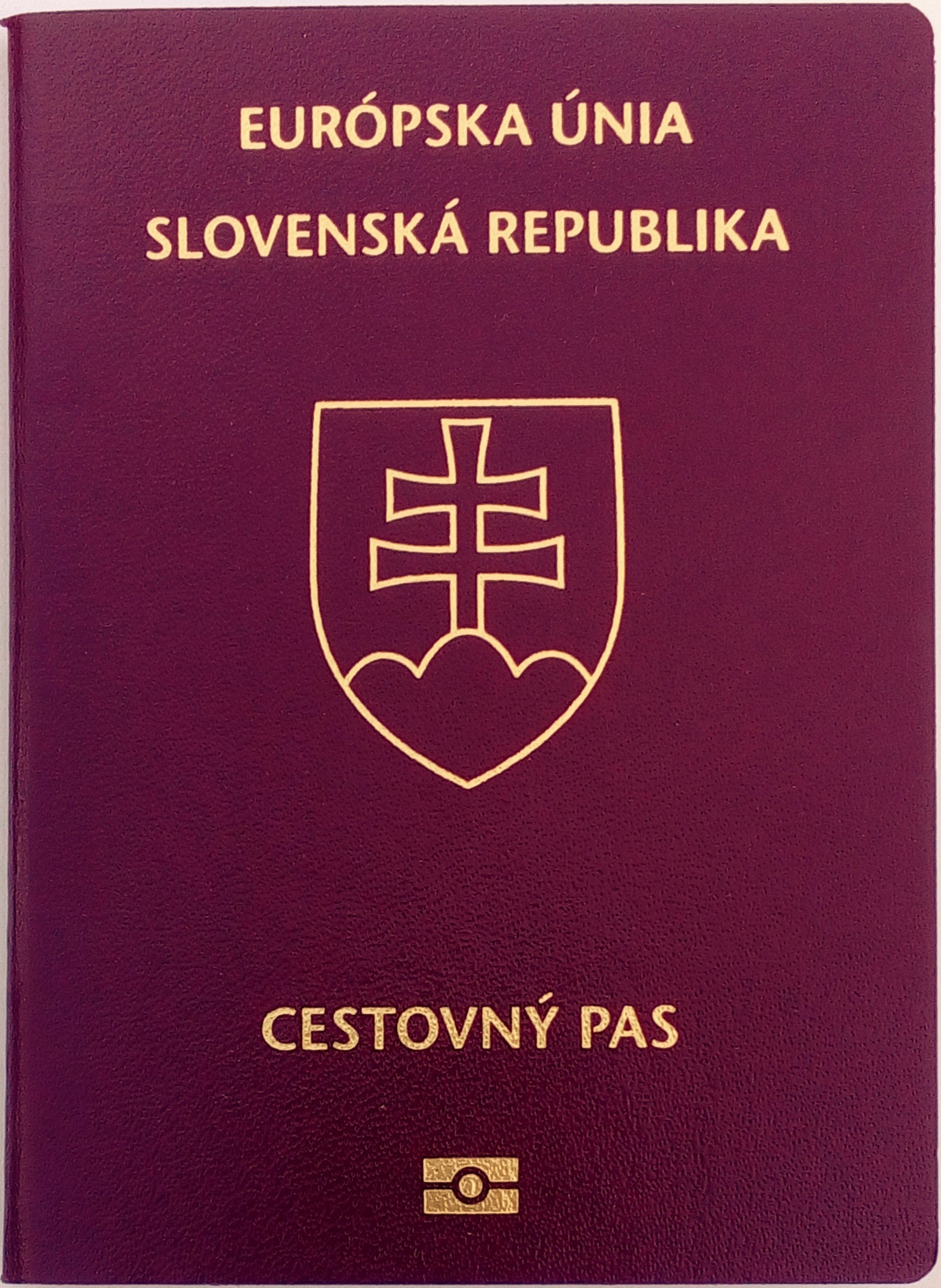
Biometryczny paszport słowacki

Obywatelstwo słowackie – w myśl prawa słowackiego stanowi trwały związek prawny między osobą fizyczną a państwem, którego skutkiem jest kompleks wzajemnych praw i obowiązków obywatela i państwa, określonych i zapewnionych przez państwo. Umożliwia ono obywatelowi aktywne uczestnictwo w politycznym, państwowym, gospodarczym i kulturalnym życiu państwa oraz społeczeństwa.
Obywatele słowaccy są jednocześnie obywatelami Unii Europejskiej, ponieważ Słowacja jest jej państwem członkowskim.

## Nabycie
Obywatelstwo głównie nadawane jest według prawa krwi.
Zgodnie z Ustawą o Obywatelstwie, obywatelstwo słowackie można nabyć przez urodzenie, adopcję lub nadanie (naturalizację).

### Nabycie w związku z urodzeniem[3]
Dziecko może nabyć obywatelstwo słowackie, jeśli:
- przynajmniej jedno z rodziców dziecka jest obywatelem Słowacji,
- urodziło się na terytorium Republiki Słowackiej, a rodzice są bezpaństwowcami,
- urodziło się na terytorium Republiki Słowackiej, a rodzice są cudzoziemcami i dziecko nie nabyło obywatelstwa żadnego z rodziców przy urodzeniu.

Pod warunkiem, że nie udowodniono nabycia obywatelstwa innego państwa, dziecko uznaje się za obywatela Republiki Słowackiej, jeśli:
- urodziło się na terytorium Republiki Słowackiej,
- zostało znalezione na terytorium Republiki Słowackiej, a rodzice dziecka są nieznani (do czasu, aż zostanie udowodnione, że dziecko nabyło obywatelstwo innego państwa przy urodzeniu).

Jeśli dziecko nabyło obywatelstwo słowackie przez urodzenie z powodu tego, że jedno z rodziców jest obywatelem Słowacji, a drugie rodzicem cudzoziemcem, zachowuje ono obywatelstwo słowackie nawet po udowodnieniu, że rodzic – obywatel Słowacji nie jest biologicznym rodzicem tego dziecka.

### Nabycie w związku z naturalizacją[4]
Cudzoziemiec może nabyć obywatelstwo słowackie, jeśli:
1. ma stały pobyt na terytorium Republiki Słowackiej przez co najmniej 8 kolejnych lat bezpośrednio przed złożeniem wniosku o nadanie obywatelstwa słowackiego,
2. ma brak wypełnienia znamion przemocy,
3. nie został skazany na wydalenie przez sąd,
4. nie jest objęty postępowaniem karnym, postępowaniem ekstradycyjnym, nie wydano przeciwko niemu Europejskiego Nakazu Aresztowania, nie toczy się wobec niego postępowanie administracyjne w sprawie wydalenia ani postępowanie o cofnięcie statusu azylanta,
5. wykazał znajomość języka słowackiego w formie ustnej i pisemnej oraz ogólną wiedzę na temat Słowacji. Znajomość języka słowackiego nie jest sprawdzana, jeśli w momencie składania wniosku wnioskodawca nie ukończył 14 lat; oraz
6. spełnia obowiązki obcokrajowców wynikające z systemu prawnego Republiki Słowackiej (ubezpieczenie społeczne, publiczna opieka zdrowotna, podatki itp.).

Cudzoziemiec, mający prawo stałego pobytu na terytorium Słowacji, ale nie spełniający wymogu 8 kolejnych lat stałego pobytu, nadal może nabyć obywatelstwo słowackie, jeżeli:
1. jest w związku małżeńskim z obywatelem Słowacji, pod warunkiem że małżeństwo nadal trwa, małżonkowie mieszkali wspólnie w jednym gospodarstwie domowym na terytorium Republiki Słowackiej przez co najmniej 5 lat bezpośrednio przed złożeniem wniosku o obywatelstwo słowackie,
2. reprezentuje istotną korzyść dla Republiki Słowackiej w dziedzinie gospodarki, nauki, technologii, spraw społecznych, kultury lub sportu, lub jeśli nadanie obywatelstwa słowackiego leży w interesie Republiki Słowackiej,
3. miał nieprzerwany stały pobyt na terytorium Republiki Słowackiej przez co najmniej 3 lata przed ukończeniem 18. roku życia,
4. jest osobą małoletnią, której przedstawicielem prawnym lub opiekunem jest obywatel Słowacji lub osoba prawna wyznaczona przez słowacki sąd, i miał nieprzerwany pobyt na terytorium Republiki Słowackiej przez co najmniej 2 lata bezpośrednio przed złożeniem wniosku o nadanie obywatelstwa słowackiego; wymóg długości okresu pobytu nie dotyczy dzieci poniżej 2. roku życia,
5. uzyskał azyl co najmniej 4 lata przed złożeniem wniosku o obywatelstwo słowackie,
6. urodził się na terytorium Republiki Słowackiej i miał stały pobyt na Słowacji przez co najmniej 3 lata bezpośrednio przed złożeniem wniosku o obywatelstwo słowackie,
7. miał nieprzerwany pobyt na Słowacji przez co najmniej 10 lat i ma stały pobyt w momencie składania wniosku o nadanie obywatelstwa słowackiego,
8. jest bezpaństwowcem i miał nieprzerwany pobyt na Słowacji przez co najmniej 3 lata przed złożeniem wniosku o nadanie obywatelstwa słowackiego,
9. uzyskał zaświadczenie o statusie Słowaka mieszkającego za granicą i miał nieprzerwany pobyt na terytorium Republiki Słowackiej przez co najmniej 3 lata bezpośrednio przed złożeniem wniosku o nadanie obywatelstwa słowackiego.

W szczególnych przypadkach obywatelstwo słowackie może zostać nadane wnioskodawcy:
1. który został zwolniony z więzi państwowej z Republiką Słowacką (zrzekł się obywatelstwa),
2. którego słowackie lub dawne czechosłowackie obywatelstwo zostało zakończone lub który utracił takie obywatelstwo zgodnie z wcześniejszymi przepisami.

### Ślubowanie
Ślub obywatelski składa szef Powiatowego Urzędu Administracyjnego, słowacki ambasador lub konsul, albo ich upoważnione osoby. Brzmi on następująco:

Sľubujem na svoju česť a svedomie, že budem verný Slovenskej republike, budem dodržiavať Ústavu Slovenskej republiky, ústavné zákony, zákony a iné všeobecne záväzné právne predpisy a riadne plniť všetky povinnosti štátneho občana Slovenskej republiky

## Utrata
Obywatelstwo słowackie może zostać utracone poprzez zwolnienie z więzi państwowej lub nabycie obcego obywatelstwa.
Żeby zrzec się obywatelstwa, obywatel Słowacji musi złożyć:
1. wypełniony wniosek o zwolnienie z więzi państwowej z Republiką Słowacką,
2. dokument tożsamości (ważny paszport lub ważny dowód osobisty wydany przez Republikę Słowacką),
3. akt urodzenia,
4. dokument potwierdzający stan cywilny (akt małżeństwa, decyzja sądu lub zaświadczenie o rozwodzie, akt zgonu małżonka),
5. informacje niezbędne do wystąpienia o zaświadczenie z Rejestru Karnego,
6. zobowiązanie do nadania obcego obywatelstwa lub dokument potwierdzający jego nabycie,
7. zaświadczenie o braku zaległości podatkowych i publicznoprawnych.

Utrata obywatelstwa Republiki Słowackiej następuje w dniu otrzymania aktu zwolnienia z więzi państwowej Republiki Słowackiej. Dzieci młodsze niż 14 lat (wskazane we wniosku rodzica) tracą obywatelstwo słowackie wraz z rodzicami.
Także po wyrażeniu woli nabycia obcego obywatelstwa, obywatelstwo słowackie jest automatycznie utracone.

## Podwójne obywatelstwo
Słowacja ogranicza swoim obywatelom możliwość nabywania innego obywatelstwa, a po wyrażeniu woli nabycia innego, obywatelstwo słowackie jest automatycznie utracone. Podwójne obywatelstwo jest dozwolone we wszystkich innych przypadkach, na przykład gdy osoba nabyła dodatkowe obywatelstwo przy urodzeniu lub poprzez małżeństwo, lub jeśli posiadała dodatkowe obywatelstwo przed uzyskaniem obywatelstwa słowackiego. Jeśli obywatel Słowacji posiada inne obywatelstwo, jego obywatelstwo słowackie uważane jest za dominujące.
W lutym 2022 r. rząd Słowacji uchwalił ustawę, która pozwala obywatelom słowackim mieszkającym za granicą zachować swoje obywatelstwo przy nabyciu obcego obywatelstwa.